# Them (Dinamarca)
Them es una localidad situada en el municipio de Silkeborg, en la región de Jutlandia Central (Dinamarca). Tiene una población estimada, a principios de 2022, de 2376 habitantes.
Está ubicada en el centro de la península de Jutlandia, a poca distancia al oeste de la ciudad de Aarhus.